# Lagberedningen (Finland)
Lagberedningen (finska: Lainvalmistelukunta) i Finland var en ständig kommitté som hade i uppdrag att utarbeta förslag till lagar och författningar inom olika rättsområden. I modern tid avses vanligtvis lagberedningsavdelningen inom det finländska Justitieministeriet.
Lagberedningen inrättades under den ryska tiden genom en kejserlig förordning den 11 juli 1884. Den hade tre ledamöter, som utsågs av senaten för en treårig mandatperiod. Vid behov kunde senaten utse sakkunniga personer att biträda Lagberedningen. Dessutom kunde specialkommittéer tillsättas. En andra avdelning inrättades 1892 och övertog då lagförslagen på det ekonomiska och administrativa området, medan första avdelningen fick ansvaret för den civila lagstiftningen. Denna andra avdelning avskaffades under Nikolaj Bobrikovs regering, men återupprättades 1906.
I modern tid avser benämningen lagberedningen vanligtvis lagberedningsavdelningen (fram till 1977 lagstiftningsavdelningen) i Justitieministeriet. Den bereder lagförslag på flera rättsområden, men granskar också lagförslag från andra ministerier ur ett lagtekniskt perspektiv. Granskningen innefattar också att kontrollera att de finska och svenska versionerna av lagtexten stämmer överens. Lagberedningsavdelningen är organiserad i enheter för offentlig rätt, privaträtt samt straff- och processrätt, en granskningsbyrå och en enhet för Europarätt. Avdelningens tjänstemän tituleras lagstiftningsråd, specialsakkunnig och lagstiftningssekreterare.